# Čepel smrti
Čepel smrti je český hororový film z roku 2009, který režíroval Tomáš Kučera. Film je pojat jako první český slasher.

## Děj
Neznámý vrah zabije několik členů jedné rodiny a své další oběti si vybere na střední škole.
Vrah v masce zanechává svým obětem dopisy jako varovný signál; z toho lze poznat, že s nimi vždy hraje hru. Navíc, skupina studentů pořádá párty, což vrahovi nahraje.

## Kritika filmu
Film je hodnocen jako první český slasher natočený v amatérských podmínkách, velmi slabý a se slabými výkony herců., Podle jedné recenze se herci před kamerou stydí nebo scénu nedokážou vůbec zahrát. Objevují se i scény, kdy použity postsynchrony tak, že neodpovídají pohybu úst či gestu..